# Cola diversifolia
Cola diversifolia là một loài thực vật có hoa trong họ Cẩm quỳ. Loài này được De Wild. & T.Durand mô tả khoa học đầu tiên năm 1899.